# Hypsipetes madagascariensis
Hypsipetes madagascariensis е вид птица от семейство Pycnonotidae.

## Разпространение
Видът е разпространен в Коморските острови, Мадагаскар, Майот и Сейшелите.